# École occitane d'été
L’École occitane d’été, en occitan Escòla occitana d’estiu, en abrégé EOE, est une manifestation culturelle annuelle qui se tient chaque été, au mois d’août, à Villeneuve-sur-Lot (Lot-et-Garonne). Elle consiste en ateliers, conférences et événements divers.

## Histoire
L'école occitane d’été a été créée en 1974 par les écrivains, linguistes et pédagogues occitans Marceau Esquieu, Christian Rapin et Jean Rigouste, soutenus par l'Institut d'études occitanes (IEO). Elle s’appuie sur une revue, Camins d’Estiu (« Chemins d'été »). Les premières éditions se déroulaient au centre culturel occitan de Picapoul, dans l’ancienne école du hameau de Piquepoul, dépendant de la commune de Hautefage-la-Tour, lieu de naissance et de résidence de Marceau Esquieu. L’école est maintenant installée au lycée l'Ostal de Villeneuve-sur-Lot.
L’école occitane d'été reçoit des étudiants et des amateurs de toutes origines locales ou internationales. Elle a connu un grand nombre d’animateurs et de spécialistes de la langue et de la culture occitanes. Son président actuel est Bernard Bergé.